# Запис Далиборов дуд (Лучина)
Запис Далиборов дуд (Лучина) се налази на парцели чији је власник Видачак Предраг.

## Локација
| Општина             | Ћићевац                                                          |
| Катастарска општина | Лучина                                                           |
| Потес               | Поље                                                             |
| Координате          | 43° 42′ 09″ С; 21° 25′ 53″ И / 43.702500000000001° С; 21.4315° И |
| Надморска висина    | 0m                                                               |

## Карактеристике
Дендрометријске вредности утврђене на терену и сателитским снимцима:
| Стабло                     | Дуд |
| Висина стабла              | m   |
| Обим дебла                 | m   |
| Пречник крошње             | 10m |
| Пречник дебла              | m   |
| Висина дебла до прве гране | m   |

## База записа
Запис је у оквиру Викимедија пројекта "Запис - Свето дрво" заведен под редним бројем 0650.